# تشارلي جارنر
تشارلي جارنر (بالإنجليزية: Charlie Garner)‏ هو لاعب كرة قدم أمريكية أمريكي، ولد في 13 فبراير 1972 في فولز تشيرش في الولايات المتحدة.

## وصلات خارجية
- تشارلي جارنر على موقع مرجع كرة القدم المحترفة.كوم (الإنجليزية)